# Bloomington, Indiana
Bloomington är en stad (city) i Monroe County i den amerikanska delstaten Indiana. Bloomington är administrativ huvudort (county seat) i Monroe County. Staden ligger en timmes bilväg från delstatshuvudstaden Indianapolis. Staden är mest känd som säte för det viktigaste campuset i Indiana University. 
I staden spelades den Oscars-belönade filmen Loppet är kört från 1979.